# Leen Kullman
Helena (Leen) Kullman (ur. 31 stycznia 1920 w Tartu, zm. 6 marca 1943 tamże) – oficer radzieckiego wywiadu, wywiadowczyni sztabu Floty Bałtyckiej, uhonorowana pośmiertnie Złotą Gwiazdą Bohatera Związku Radzieckiego (1965).

## Życiorys
Urodziła się w rodzinie estońskiego szewca. W 1933 skończyła szkołę w Tartu, 1933-1937 uczyła się w pedagogicznej szkole średniej w Tartu, w 1941 ukończyła tallińską szkołę pedagogiczną i została nauczycielką w niepełnej szkole średniej. Będąc jeszcze uczennicą, wraz z rodziną odwiedziła Finlandię, a także Anglię, Francję, Włochy, Belgię i Szwecję. Po aneksji krajów bałtyckich przez ZSRR, 27 września 1940 wstąpiła do Komsomołu i zaczęła kierować drużyną organizacji pionierskiej, w marcu 1941 została wyznaczona przez KC Komsomołu Estonii organizatorką komsomolską w szkole średniej w Tartu. Po ataku Niemiec na ZSRR, 25 sierpnia 1941 została ewakuowana do obwodu czelabińskiego, gdzie pracowała jako chronometrażysta w kołchozie «Leninskij Put'». Po utworzeniu w grudniu 1941 7 Estońskiej Dywizji Piechoty zgłosiła się do armii i została skierowana do 86 batalionu sanitarnego w tej dywizji. Potem zadeklarowała chęć zostania wywiadowcą Floty Bałtyckiej, po rozpatrzeniu jej wniosku została skierowana do dyspozycji sztabu Floty Bałtyckiej w Leningradzie, gdzie uczyła się obsługi sprzętu radiowego i przygotowywała się do działań na tyłach niemieckich, ukończyła szkołę spadochroniarzy. Miała stopień młodszego politruka. We wrześniu 1942 została zrzucona na spadochronie na tyły wroga w okolicach Tartu, po czym zaczęła zbierać i przekazywać informacje na temat ruchów flotylli wojskowej wroga na jeziorze Pejpus. Następnie udała się do Tartu, gdzie również obserwowała oddziały wroga, później robiła to samo w powiecie Virumaa, a od 12 grudnia w Parnu. 2 stycznia 1943 została aresztowana przez funkcjonariuszy kolaboracyjnej formacji Omakaitse i osadzona w areszcie w Viru, następnie w więzieniu w Tartu, gdzie poddano ją brutalnym przesłuchaniom. Katowana, niczego nie ujawniła. 6 marca została zastrzelona. 20 lat po zakończeniu wojny, 8 maja 1965 otrzymała pośmiertnie tytuł Bohatera Związku Radzieckiego i Order Lenina. Przyznano jej też Medal „Za zasługi bojowe”. Jej imieniem nazwano ulice w Tartu, Mińsku i Niaziepietrowsku.